# Jet Star II
Jet Star II ist die Bezeichnung eines Stahlachterbahnmodells des Herstellers Schwarzkopf GmbH, welches erstmals 1970 ausgeliefert wurde. Es ist neben Jet Star I, Jet Star III und City Jet das zweite Modell der Jet-Star-Reihe. Zurzeit sind nur noch zwei Auslieferungen in Betrieb: Jet Star 2 in Lagoon und Jet Star 3 in Lunapark Robland. Zusätzlich zu den beiden, sich noch in Betrieb befindlichen Anlagen existiert mit Jet Star 2 im litauischen Vaikų Pasaulis eine weitere Auslieferung, welche sich allerdings seit 2012 außer Betrieb befindet.

## Daten
Die 585 m lange Strecke erstreckt sich über eine Grundfläche von 25 m × 46,5 m und erreicht eine Höhe von 13,5 m. Es können maximal acht Fahrzeuge eingesetzt werden, in denen jeweils sechs Personen hintereinander Platz nehmen können. Die Wagen werden durch einen elektrischen Spirallift in die Höhe transportiert, wobei sich die Antriebe dafür in den Wagen befinden. Maximal 900 Personen pro Stunde können somit mit Jet Star II fahren. Die gesamte Anlage hat ein Gewicht von rund 88 t und einen Anschlusswert von 115 kW.

## Besonderheiten
Eine Besonderheit ist die Auslieferung Black Hole in Alton Towers (1983–2005). Normalerweise werden zusammengekoppelte Züge von den Jet-Star-2-Achterbahnen nicht unterstützt. 1988 wurde die Bahn von der Firma BHS modifiziert, damit gekoppelte Züge eingesetzt werden können. Die in Alton Towers als Dunkelachterbahn betriebene Bahn wurde von der Gerstlauer Amusement Rides GmbH, welche die Herstellerfirma Schwarzkopf 1992 übernahm, generalüberholt und stand zum Verkauf. Vom 21. Mai 2011 bis 2021 war sie als Rocket im schwedischen Park Furuvik wieder in Betrieb. Mittlerweile existiert diese Bahn nicht mehr.

## Standorte
| Achterbahn                  | Betreiber                                  | Land                            | Eröffnung                        | Schließung                                   | K.                                                                  |
| --------------------------- | ------------------------------------------ | ------------------------------- | -------------------------------- | -------------------------------------------- | ------------------------------------------------------------------- |
| Jet Star 2                  | Lagoon Riverfront Park                     | Vereinigte Staaten              | 3. April 1976 4. Mai 1974        | 3. November 1974                             | 40.986833333333 -111.89358333333                                    |
| Jet Star 2                  | Vaikų Pasaulis Gorki-Park                  | Litauen Russland                | 1982–1984 1971                   | 7. Juli 2012 1981–1983                       | 54.782944444444 24.675166666667                                     |
| Jet Star 3                  | Lunapark Robland Parken Zoo                | Polen Schweden                  | 2009 2001                        | 2008                                         | 54.211694444444 15.746055555556 59.371722222222 16.483722222222     |
| Jet Star II                 | Gröna Lund                                 | Schweden                        | 1982                             | 1983                                         |                                                                     |
| Jet Star II                 | Wiener Prater                              | Österreich                      | ca. 1972                         | frühe 1980er Jahre                           |                                                                     |
| Rocket Black Hole           | Furuvik Alton Towers                       | Schweden Vereinigtes Königreich | 21. Mai 2011 1983                | 2021 5. März 2005                            | 60.653611111111 17.341638888889 52.98725 -1.8953333333333           |
| Speed Bobsleigh Jet Star II | Nasu Highland Park Hanshin Park Ohori Park | Japan                           | 1992 15. März 1977 15. März 1975 | Dezember 2003 zw. 1981 und 1985 25. Mai 1975 | 34.716583333333 135.36416666667                                     |
| Super Big Gulp              | Playland                                   | Kanada                          | 1972                             | 1994                                         |                                                                     |
| Turbo Mountain Geronimo     | Adventure World Luna Park                  | Australien                      | 1991 1982                        | 2009 1988                                    | -32.09475 115.81641666667                                           |
| kein Name Tornado           | Beto Carrero World Playcenter São Paulo    | Brasilien                       | nie eröffnet 1982                | nie eröffnet 2001                            | -26.803111111111 -48.613583333333 -23.519083333333 -46.663277777778 |

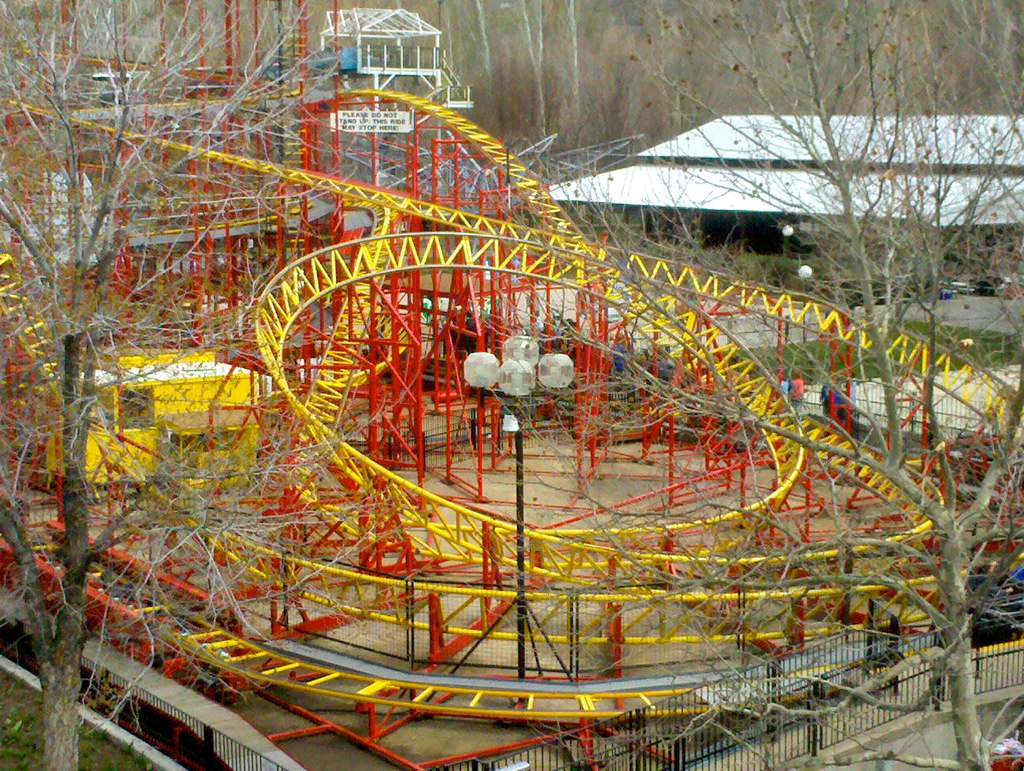
Jet Star 2 in Lagoon